# Буенос-Айреса тема
Буе́нос-А́йреса те́ма — тема в шаховій композиції. Суть теми — в загрозі використовується зв'язування чорної фігури, яка в одному варіанті іде на лінію оголошення в загрозі мату, а в другому варіанті розв'язується.

## Історія
Цю ідею запропонували шахові композитори Аргентини, зокрема Арнольдо Еллерман (12.01.1893 — 21.11.1969).
В задачі після вступного ходу виникає загроза, в якій буде використана зв'язка чорної фігури. Можливі варіанти вступного ходу для подальшого вираження теми: в одному випадку, коли вступний хід білими робиться на лінію зв'язаної чорної фігури для її опосередкованого (непрямого) розв'язування з наступним матуючим ходом зі зв'язуванням цієї чорної фігури, і в іншому випадку, коли біла лінійна фігура іде в засідку за свою фігуру, і створюється батарея, яка грає в загрозі, а саме — біла відкриваюча батарею фігура зв'язує тематичну чорну фігуру, а друга фігура оголошує шах і мат. В чорних є такі захисти — в одному з варіантів попередньо розв'язують свою фігуру, а в другому варіанті чорна тематична фігура іде на лінію загрози оголошення мату, тобто перекриває лінію нападу.
Ідея дістала назву від географічного проживання проблемістів, які запропонували цю ідею — тема Буенос-Айреса.   
|   | a | b | c | d | e | f | g | h |   |
| 8 | d8 білий ферзь · e8 чорний кінь · c7 білий слон · e7 чорна тура · f7 чорний пішак · a6 біла тура · c6 чорний кінь · f6 чорний король · d5 чорний слон · f5 білий слон · g5 біла тура · e3 білий кінь · h3 білий кінь · e1 білий король | d8 білий ферзь · e8 чорний кінь · c7 білий слон · e7 чорна тура · f7 чорний пішак · a6 біла тура · c6 чорний кінь · f6 чорний король · d5 чорний слон · f5 білий слон · g5 біла тура · e3 білий кінь · h3 білий кінь · e1 білий король | d8 білий ферзь · e8 чорний кінь · c7 білий слон · e7 чорна тура · f7 чорний пішак · a6 біла тура · c6 чорний кінь · f6 чорний король · d5 чорний слон · f5 білий слон · g5 біла тура · e3 білий кінь · h3 білий кінь · e1 білий король | d8 білий ферзь · e8 чорний кінь · c7 білий слон · e7 чорна тура · f7 чорний пішак · a6 біла тура · c6 чорний кінь · f6 чорний король · d5 чорний слон · f5 білий слон · g5 біла тура · e3 білий кінь · h3 білий кінь · e1 білий король | d8 білий ферзь · e8 чорний кінь · c7 білий слон · e7 чорна тура · f7 чорний пішак · a6 біла тура · c6 чорний кінь · f6 чорний король · d5 чорний слон · f5 білий слон · g5 біла тура · e3 білий кінь · h3 білий кінь · e1 білий король | d8 білий ферзь · e8 чорний кінь · c7 білий слон · e7 чорна тура · f7 чорний пішак · a6 біла тура · c6 чорний кінь · f6 чорний король · d5 чорний слон · f5 білий слон · g5 біла тура · e3 білий кінь · h3 білий кінь · e1 білий король | d8 білий ферзь · e8 чорний кінь · c7 білий слон · e7 чорна тура · f7 чорний пішак · a6 біла тура · c6 чорний кінь · f6 чорний король · d5 чорний слон · f5 білий слон · g5 біла тура · e3 білий кінь · h3 білий кінь · e1 білий король | d8 білий ферзь · e8 чорний кінь · c7 білий слон · e7 чорна тура · f7 чорний пішак · a6 біла тура · c6 чорний кінь · f6 чорний король · d5 чорний слон · f5 білий слон · g5 біла тура · e3 білий кінь · h3 білий кінь · e1 білий король | 8 |
| 7 | d8 білий ферзь · e8 чорний кінь · c7 білий слон · e7 чорна тура · f7 чорний пішак · a6 біла тура · c6 чорний кінь · f6 чорний король · d5 чорний слон · f5 білий слон · g5 біла тура · e3 білий кінь · h3 білий кінь · e1 білий король | d8 білий ферзь · e8 чорний кінь · c7 білий слон · e7 чорна тура · f7 чорний пішак · a6 біла тура · c6 чорний кінь · f6 чорний король · d5 чорний слон · f5 білий слон · g5 біла тура · e3 білий кінь · h3 білий кінь · e1 білий король | d8 білий ферзь · e8 чорний кінь · c7 білий слон · e7 чорна тура · f7 чорний пішак · a6 біла тура · c6 чорний кінь · f6 чорний король · d5 чорний слон · f5 білий слон · g5 біла тура · e3 білий кінь · h3 білий кінь · e1 білий король | d8 білий ферзь · e8 чорний кінь · c7 білий слон · e7 чорна тура · f7 чорний пішак · a6 біла тура · c6 чорний кінь · f6 чорний король · d5 чорний слон · f5 білий слон · g5 біла тура · e3 білий кінь · h3 білий кінь · e1 білий король | d8 білий ферзь · e8 чорний кінь · c7 білий слон · e7 чорна тура · f7 чорний пішак · a6 біла тура · c6 чорний кінь · f6 чорний король · d5 чорний слон · f5 білий слон · g5 біла тура · e3 білий кінь · h3 білий кінь · e1 білий король | d8 білий ферзь · e8 чорний кінь · c7 білий слон · e7 чорна тура · f7 чорний пішак · a6 біла тура · c6 чорний кінь · f6 чорний король · d5 чорний слон · f5 білий слон · g5 біла тура · e3 білий кінь · h3 білий кінь · e1 білий король | d8 білий ферзь · e8 чорний кінь · c7 білий слон · e7 чорна тура · f7 чорний пішак · a6 біла тура · c6 чорний кінь · f6 чорний король · d5 чорний слон · f5 білий слон · g5 біла тура · e3 білий кінь · h3 білий кінь · e1 білий король | d8 білий ферзь · e8 чорний кінь · c7 білий слон · e7 чорна тура · f7 чорний пішак · a6 біла тура · c6 чорний кінь · f6 чорний король · d5 чорний слон · f5 білий слон · g5 біла тура · e3 білий кінь · h3 білий кінь · e1 білий король | 7 |
| 6 | d8 білий ферзь · e8 чорний кінь · c7 білий слон · e7 чорна тура · f7 чорний пішак · a6 біла тура · c6 чорний кінь · f6 чорний король · d5 чорний слон · f5 білий слон · g5 біла тура · e3 білий кінь · h3 білий кінь · e1 білий король | d8 білий ферзь · e8 чорний кінь · c7 білий слон · e7 чорна тура · f7 чорний пішак · a6 біла тура · c6 чорний кінь · f6 чорний король · d5 чорний слон · f5 білий слон · g5 біла тура · e3 білий кінь · h3 білий кінь · e1 білий король | d8 білий ферзь · e8 чорний кінь · c7 білий слон · e7 чорна тура · f7 чорний пішак · a6 біла тура · c6 чорний кінь · f6 чорний король · d5 чорний слон · f5 білий слон · g5 біла тура · e3 білий кінь · h3 білий кінь · e1 білий король | d8 білий ферзь · e8 чорний кінь · c7 білий слон · e7 чорна тура · f7 чорний пішак · a6 біла тура · c6 чорний кінь · f6 чорний король · d5 чорний слон · f5 білий слон · g5 біла тура · e3 білий кінь · h3 білий кінь · e1 білий король | d8 білий ферзь · e8 чорний кінь · c7 білий слон · e7 чорна тура · f7 чорний пішак · a6 біла тура · c6 чорний кінь · f6 чорний король · d5 чорний слон · f5 білий слон · g5 біла тура · e3 білий кінь · h3 білий кінь · e1 білий король | d8 білий ферзь · e8 чорний кінь · c7 білий слон · e7 чорна тура · f7 чорний пішак · a6 біла тура · c6 чорний кінь · f6 чорний король · d5 чорний слон · f5 білий слон · g5 біла тура · e3 білий кінь · h3 білий кінь · e1 білий король | d8 білий ферзь · e8 чорний кінь · c7 білий слон · e7 чорна тура · f7 чорний пішак · a6 біла тура · c6 чорний кінь · f6 чорний король · d5 чорний слон · f5 білий слон · g5 біла тура · e3 білий кінь · h3 білий кінь · e1 білий король | d8 білий ферзь · e8 чорний кінь · c7 білий слон · e7 чорна тура · f7 чорний пішак · a6 біла тура · c6 чорний кінь · f6 чорний король · d5 чорний слон · f5 білий слон · g5 біла тура · e3 білий кінь · h3 білий кінь · e1 білий король | 6 |
| 5 | d8 білий ферзь · e8 чорний кінь · c7 білий слон · e7 чорна тура · f7 чорний пішак · a6 біла тура · c6 чорний кінь · f6 чорний король · d5 чорний слон · f5 білий слон · g5 біла тура · e3 білий кінь · h3 білий кінь · e1 білий король | d8 білий ферзь · e8 чорний кінь · c7 білий слон · e7 чорна тура · f7 чорний пішак · a6 біла тура · c6 чорний кінь · f6 чорний король · d5 чорний слон · f5 білий слон · g5 біла тура · e3 білий кінь · h3 білий кінь · e1 білий король | d8 білий ферзь · e8 чорний кінь · c7 білий слон · e7 чорна тура · f7 чорний пішак · a6 біла тура · c6 чорний кінь · f6 чорний король · d5 чорний слон · f5 білий слон · g5 біла тура · e3 білий кінь · h3 білий кінь · e1 білий король | d8 білий ферзь · e8 чорний кінь · c7 білий слон · e7 чорна тура · f7 чорний пішак · a6 біла тура · c6 чорний кінь · f6 чорний король · d5 чорний слон · f5 білий слон · g5 біла тура · e3 білий кінь · h3 білий кінь · e1 білий король | d8 білий ферзь · e8 чорний кінь · c7 білий слон · e7 чорна тура · f7 чорний пішак · a6 біла тура · c6 чорний кінь · f6 чорний король · d5 чорний слон · f5 білий слон · g5 біла тура · e3 білий кінь · h3 білий кінь · e1 білий король | d8 білий ферзь · e8 чорний кінь · c7 білий слон · e7 чорна тура · f7 чорний пішак · a6 біла тура · c6 чорний кінь · f6 чорний король · d5 чорний слон · f5 білий слон · g5 біла тура · e3 білий кінь · h3 білий кінь · e1 білий король | d8 білий ферзь · e8 чорний кінь · c7 білий слон · e7 чорна тура · f7 чорний пішак · a6 біла тура · c6 чорний кінь · f6 чорний король · d5 чорний слон · f5 білий слон · g5 біла тура · e3 білий кінь · h3 білий кінь · e1 білий король | d8 білий ферзь · e8 чорний кінь · c7 білий слон · e7 чорна тура · f7 чорний пішак · a6 біла тура · c6 чорний кінь · f6 чорний король · d5 чорний слон · f5 білий слон · g5 біла тура · e3 білий кінь · h3 білий кінь · e1 білий король | 5 |
| 4 | d8 білий ферзь · e8 чорний кінь · c7 білий слон · e7 чорна тура · f7 чорний пішак · a6 біла тура · c6 чорний кінь · f6 чорний король · d5 чорний слон · f5 білий слон · g5 біла тура · e3 білий кінь · h3 білий кінь · e1 білий король | d8 білий ферзь · e8 чорний кінь · c7 білий слон · e7 чорна тура · f7 чорний пішак · a6 біла тура · c6 чорний кінь · f6 чорний король · d5 чорний слон · f5 білий слон · g5 біла тура · e3 білий кінь · h3 білий кінь · e1 білий король | d8 білий ферзь · e8 чорний кінь · c7 білий слон · e7 чорна тура · f7 чорний пішак · a6 біла тура · c6 чорний кінь · f6 чорний король · d5 чорний слон · f5 білий слон · g5 біла тура · e3 білий кінь · h3 білий кінь · e1 білий король | d8 білий ферзь · e8 чорний кінь · c7 білий слон · e7 чорна тура · f7 чорний пішак · a6 біла тура · c6 чорний кінь · f6 чорний король · d5 чорний слон · f5 білий слон · g5 біла тура · e3 білий кінь · h3 білий кінь · e1 білий король | d8 білий ферзь · e8 чорний кінь · c7 білий слон · e7 чорна тура · f7 чорний пішак · a6 біла тура · c6 чорний кінь · f6 чорний король · d5 чорний слон · f5 білий слон · g5 біла тура · e3 білий кінь · h3 білий кінь · e1 білий король | d8 білий ферзь · e8 чорний кінь · c7 білий слон · e7 чорна тура · f7 чорний пішак · a6 біла тура · c6 чорний кінь · f6 чорний король · d5 чорний слон · f5 білий слон · g5 біла тура · e3 білий кінь · h3 білий кінь · e1 білий король | d8 білий ферзь · e8 чорний кінь · c7 білий слон · e7 чорна тура · f7 чорний пішак · a6 біла тура · c6 чорний кінь · f6 чорний король · d5 чорний слон · f5 білий слон · g5 біла тура · e3 білий кінь · h3 білий кінь · e1 білий король | d8 білий ферзь · e8 чорний кінь · c7 білий слон · e7 чорна тура · f7 чорний пішак · a6 біла тура · c6 чорний кінь · f6 чорний король · d5 чорний слон · f5 білий слон · g5 біла тура · e3 білий кінь · h3 білий кінь · e1 білий король | 4 |
| 3 | d8 білий ферзь · e8 чорний кінь · c7 білий слон · e7 чорна тура · f7 чорний пішак · a6 біла тура · c6 чорний кінь · f6 чорний король · d5 чорний слон · f5 білий слон · g5 біла тура · e3 білий кінь · h3 білий кінь · e1 білий король | d8 білий ферзь · e8 чорний кінь · c7 білий слон · e7 чорна тура · f7 чорний пішак · a6 біла тура · c6 чорний кінь · f6 чорний король · d5 чорний слон · f5 білий слон · g5 біла тура · e3 білий кінь · h3 білий кінь · e1 білий король | d8 білий ферзь · e8 чорний кінь · c7 білий слон · e7 чорна тура · f7 чорний пішак · a6 біла тура · c6 чорний кінь · f6 чорний король · d5 чорний слон · f5 білий слон · g5 біла тура · e3 білий кінь · h3 білий кінь · e1 білий король | d8 білий ферзь · e8 чорний кінь · c7 білий слон · e7 чорна тура · f7 чорний пішак · a6 біла тура · c6 чорний кінь · f6 чорний король · d5 чорний слон · f5 білий слон · g5 біла тура · e3 білий кінь · h3 білий кінь · e1 білий король | d8 білий ферзь · e8 чорний кінь · c7 білий слон · e7 чорна тура · f7 чорний пішак · a6 біла тура · c6 чорний кінь · f6 чорний король · d5 чорний слон · f5 білий слон · g5 біла тура · e3 білий кінь · h3 білий кінь · e1 білий король | d8 білий ферзь · e8 чорний кінь · c7 білий слон · e7 чорна тура · f7 чорний пішак · a6 біла тура · c6 чорний кінь · f6 чорний король · d5 чорний слон · f5 білий слон · g5 біла тура · e3 білий кінь · h3 білий кінь · e1 білий король | d8 білий ферзь · e8 чорний кінь · c7 білий слон · e7 чорна тура · f7 чорний пішак · a6 біла тура · c6 чорний кінь · f6 чорний король · d5 чорний слон · f5 білий слон · g5 біла тура · e3 білий кінь · h3 білий кінь · e1 білий король | d8 білий ферзь · e8 чорний кінь · c7 білий слон · e7 чорна тура · f7 чорний пішак · a6 біла тура · c6 чорний кінь · f6 чорний король · d5 чорний слон · f5 білий слон · g5 біла тура · e3 білий кінь · h3 білий кінь · e1 білий король | 3 |
| 2 | d8 білий ферзь · e8 чорний кінь · c7 білий слон · e7 чорна тура · f7 чорний пішак · a6 біла тура · c6 чорний кінь · f6 чорний король · d5 чорний слон · f5 білий слон · g5 біла тура · e3 білий кінь · h3 білий кінь · e1 білий король | d8 білий ферзь · e8 чорний кінь · c7 білий слон · e7 чорна тура · f7 чорний пішак · a6 біла тура · c6 чорний кінь · f6 чорний король · d5 чорний слон · f5 білий слон · g5 біла тура · e3 білий кінь · h3 білий кінь · e1 білий король | d8 білий ферзь · e8 чорний кінь · c7 білий слон · e7 чорна тура · f7 чорний пішак · a6 біла тура · c6 чорний кінь · f6 чорний король · d5 чорний слон · f5 білий слон · g5 біла тура · e3 білий кінь · h3 білий кінь · e1 білий король | d8 білий ферзь · e8 чорний кінь · c7 білий слон · e7 чорна тура · f7 чорний пішак · a6 біла тура · c6 чорний кінь · f6 чорний король · d5 чорний слон · f5 білий слон · g5 біла тура · e3 білий кінь · h3 білий кінь · e1 білий король | d8 білий ферзь · e8 чорний кінь · c7 білий слон · e7 чорна тура · f7 чорний пішак · a6 біла тура · c6 чорний кінь · f6 чорний король · d5 чорний слон · f5 білий слон · g5 біла тура · e3 білий кінь · h3 білий кінь · e1 білий король | d8 білий ферзь · e8 чорний кінь · c7 білий слон · e7 чорна тура · f7 чорний пішак · a6 біла тура · c6 чорний кінь · f6 чорний король · d5 чорний слон · f5 білий слон · g5 біла тура · e3 білий кінь · h3 білий кінь · e1 білий король | d8 білий ферзь · e8 чорний кінь · c7 білий слон · e7 чорна тура · f7 чорний пішак · a6 біла тура · c6 чорний кінь · f6 чорний король · d5 чорний слон · f5 білий слон · g5 біла тура · e3 білий кінь · h3 білий кінь · e1 білий король | d8 білий ферзь · e8 чорний кінь · c7 білий слон · e7 чорна тура · f7 чорний пішак · a6 біла тура · c6 чорний кінь · f6 чорний король · d5 чорний слон · f5 білий слон · g5 біла тура · e3 білий кінь · h3 білий кінь · e1 білий король | 2 |
| 1 | d8 білий ферзь · e8 чорний кінь · c7 білий слон · e7 чорна тура · f7 чорний пішак · a6 біла тура · c6 чорний кінь · f6 чорний король · d5 чорний слон · f5 білий слон · g5 біла тура · e3 білий кінь · h3 білий кінь · e1 білий король | d8 білий ферзь · e8 чорний кінь · c7 білий слон · e7 чорна тура · f7 чорний пішак · a6 біла тура · c6 чорний кінь · f6 чорний король · d5 чорний слон · f5 білий слон · g5 біла тура · e3 білий кінь · h3 білий кінь · e1 білий король | d8 білий ферзь · e8 чорний кінь · c7 білий слон · e7 чорна тура · f7 чорний пішак · a6 біла тура · c6 чорний кінь · f6 чорний король · d5 чорний слон · f5 білий слон · g5 біла тура · e3 білий кінь · h3 білий кінь · e1 білий король | d8 білий ферзь · e8 чорний кінь · c7 білий слон · e7 чорна тура · f7 чорний пішак · a6 біла тура · c6 чорний кінь · f6 чорний король · d5 чорний слон · f5 білий слон · g5 біла тура · e3 білий кінь · h3 білий кінь · e1 білий король | d8 білий ферзь · e8 чорний кінь · c7 білий слон · e7 чорна тура · f7 чорний пішак · a6 біла тура · c6 чорний кінь · f6 чорний король · d5 чорний слон · f5 білий слон · g5 біла тура · e3 білий кінь · h3 білий кінь · e1 білий король | d8 білий ферзь · e8 чорний кінь · c7 білий слон · e7 чорна тура · f7 чорний пішак · a6 біла тура · c6 чорний кінь · f6 чорний король · d5 чорний слон · f5 білий слон · g5 біла тура · e3 білий кінь · h3 білий кінь · e1 білий король | d8 білий ферзь · e8 чорний кінь · c7 білий слон · e7 чорна тура · f7 чорний пішак · a6 біла тура · c6 чорний кінь · f6 чорний король · d5 чорний слон · f5 білий слон · g5 біла тура · e3 білий кінь · h3 білий кінь · e1 білий король | d8 білий ферзь · e8 чорний кінь · c7 білий слон · e7 чорна тура · f7 чорний пішак · a6 біла тура · c6 чорний кінь · f6 чорний король · d5 чорний слон · f5 білий слон · g5 біла тура · e3 білий кінь · h3 білий кінь · e1 білий король | 1 |
|   | a | b | c | d | e | f | g | h |   |

FEN: 3Qn3/2B1rp2/R1n2k2/3b1BR1/8/4N2N/8/4K3
1. Bb6! ~ 2. Bd4#
1. ... Be6 2. Sg4#
1. ... Se5 2. Sd5#